# 電磁波過敏症
電磁波過敏症（でんじはかびんしょう、英: electromagnetic hypersensitivity [EHS] ）または電磁場に起因する特発性環境不耐症（でんじばにきいんするとくはつせいかんきょうふたいしょう、英: idiopathic environmental intolerance attributed to electromagnetic fields [IEI-EMF] ）とは、「ある程度の電磁波（＝電磁場）に曝露されると、身体にさまざまな不調が現れる」「電磁場に曝されることによって健康を害する」概念の申告症状とされる。
「症状」を提議する側と、数多くの国際機関や研究機関から出されている「症状」を否定する見解とに割れている。電磁波過敏症については、思い込み等のノセボ効果の影響があるとされる。2018年度の独立行政法人労働者健康安全機構による報告では、いわゆる電磁過敏症について、世界保健機関（WHO）をはじめ、欧州科学技術研究協力機構やスイス連邦環境局、ノルウェー公衆衛生研究所等においても、否定的な見解を出していることを紹介している。

## 概要

### 「症状」

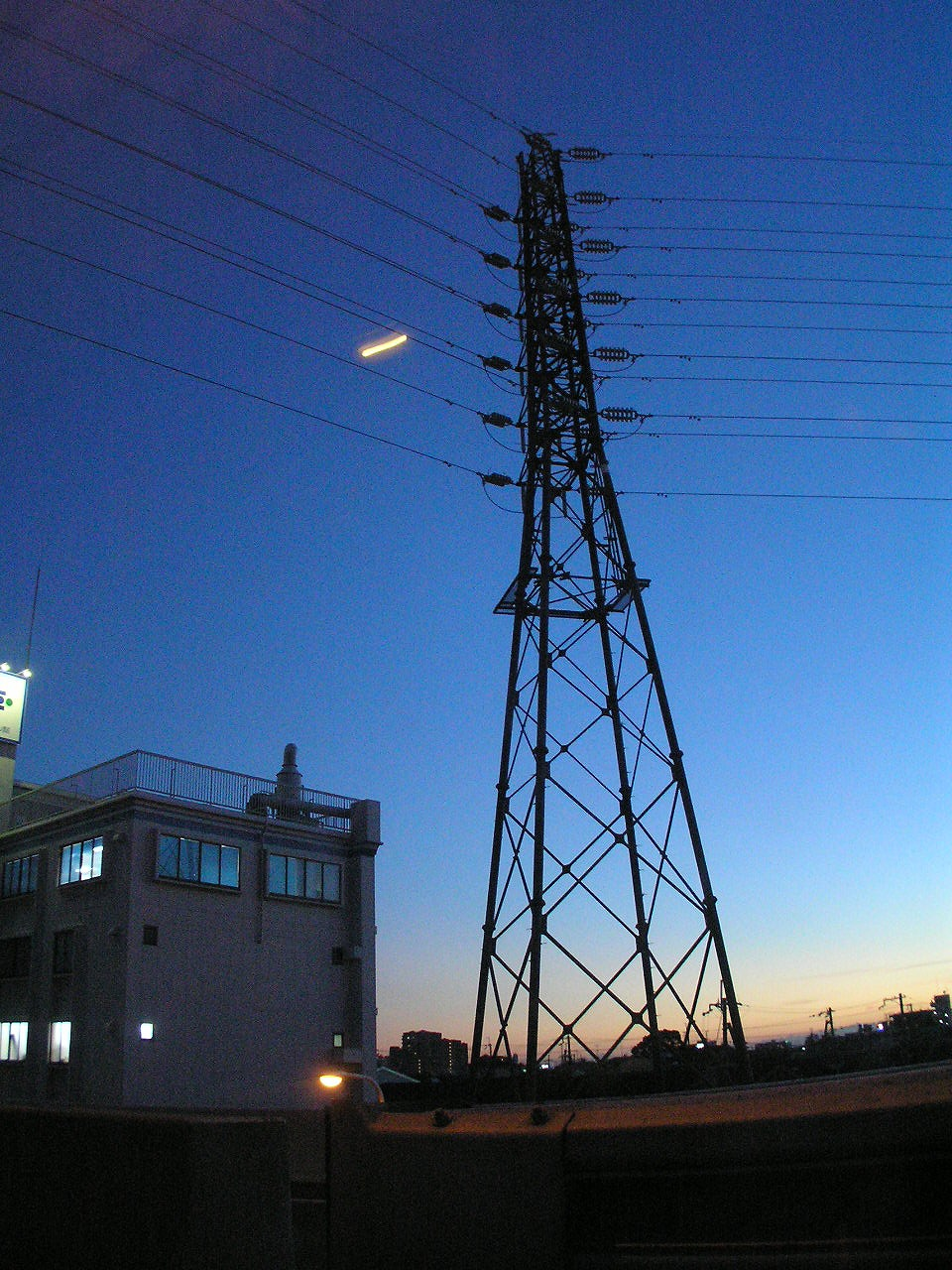
電磁場を発生させる高圧線

アメリカ合衆国の医学者であるウィリアム・レイ (William J Rea) によって「Electrical Hypersensitivity（電気過敏症）」と命名された。
電磁波および電磁場の健康への影響については、解明されてない部分があるとする見解があり。現在でも様々な疫学的研究が行われている、

### WHOの見解
世界保健機関(WHO)は2005年の研究報告「ファクトシートNo.296」において、様々な症状の存在するとした上で、医学的診断基準は未だなく、二重盲検により実施された研究から、それぞれの症状が電磁界曝露と相関がないとし、臨床的には電磁波の低減を行うのではなく、心理的要因や人間工学的要因について対応すべきとした。
WHOは「電磁波過敏症」と称されるものについて、とりまとめた研究報告「ファクトシートNo.296」において、電磁波との関連についての科学的根拠はないとし、各国政府に対し、その件について明確な声明を出すことを求めている。

### 国際がん研究機関
国際がん研究機関 (IARC) は「IARC発がん性リスク一覧」で「低周波磁場 (Magnetic fields (extremely low-frequency)」をグループ2Bに分類している。ただし、国際がん研究機関は「電磁波過敏症」について直接言及している訳ではない。また、「低周波電場 (Electric fields (extremely low-frequency)」をグループ3に分類している。
「低周波磁場」「低周波電場」と、いわゆる電磁波過敏症の文脈において語られる電磁波は異なる。Extremely low-frequency"（超低周波）とあり、商用交流電源周波数の電力線を念頭に置いている。
また、発がん性リスク一覧は当該物質や要因に対し予防原則として厳格に評価して「リスクグループに応じたリスクが有るか無いか」で判断した一覧表であり、当該物質や要因との接触強度（質・量）と有意的発がん性との関係その他の医原的な研究要素を何ら提供しない。また暴露に対する発がん性だけで判断しており、要因のもたらす効用や、生体毒性については、何ら判断していない。
| リスクグループ | 意味 | 要因の例 | 備考 |
| -------------- | --- | --- | ---- |
| グループ1      | ヒトに対して発癌性である（ヒトでの十分な証拠）                                                           | 石綿、キスによって感染するウイルス (EVB) 、経口避妊薬の常用、太陽光曝露、アルコール飲料・タバコ・ビンロウ、加工肉、煤煙、非精製鉱油、塩蔵魚、木工粉塵、家具工場、受動性喫煙、日焼けマシーン |      |
| グループ2A     | ヒトに対して恐らく (probably) 発癌性である（ヒトでの限られた証拠、実験動物での十分な証拠）               | アクリルアミド、赤肉、シリコンカーバイド、紫外線、クレオソート油、ディーゼルエンジン排気ガス、熱い飲料（65℃以上）、美理容業、日焼けランプ、交代制勤務 |      |
| グループ2B     | ヒトに対して発癌性であるかも (possibly) 知れない（ヒトでの限られた証拠、実験動物での十分より少ない証拠） | コーヒー酸、カーボンブラック（トナー）、サイカシン、パラジクロロベンゼンやナフタレン（防虫剤）、鉛、低周波磁場、ホルモン補充療法、オキサゼパム、フェノバルビタール（睡眠薬）、二酸化チタン（顔料）、カラギーナン（添加物）、ガソリンエンジン排気ガス、漬物、大工・ドライクリーニング・印刷・服飾製造業 |      |
| グループ3      | ヒトに対する発癌性については分類できない（ヒトでの不適切な証拠、実験動物での限られた証拠）               | ABS樹脂、パラアミノ安息香酸（日焼け止め）、天然のカラギーナン、水道水、石炭粉塵、低周波電場、静電場・静磁場、蛍光灯、フッ化物添加水道水、塩酸、過酸化水素、次亜塩素酸ナトリウム、イソプロパノール（消毒薬）、マラチオン（農薬）、水銀、オルトフェニルフェノール（ポストハーベスト）、PE・PMMA・PP・PS・PTFE・PVC、プラゼパム、PCNB（農薬）、岩綿、サッカリン、SO2、ビタミンK、ゼオライト、アスファルト・コールタール、コーヒー、原油、軽油、重油、ジェット燃料、マテ茶、精製鉱油、溶媒、インキ、茶、ヘアカラー、ガラス・皮革・ペンキ製造・製材・製紙業 |      |

### スウェーデン政府の見解
スウェーデン政府は、電磁波過敏症について、電磁波が原因の疾病であるという科学的証拠は無く、なんらかの症状がある件については、ほかの環境要因の可能性があり、障害（スウェーデン保健福祉委員会による定義「肉体的、心理的、知的能力の欠損」「環境とのかかわりにおける制限」）として相談や支援を求めることができるとしている。

### 明治大学におけるメタアナリシス
また、明治大学科学コミュニケーション研究所による電磁波過敏症・電磁波有害説の評価においては、信頼性の高い知見が無く、電磁波に対する否定的な思い込みがもたらす自律神経失調症を超えるものではなく、少なくとも電波帯（3THz以下）の電磁波を使用した一般的製品が発する電磁波による健康被害リスクは無いとメタアナリシスにより判定している。
「症状」があるとする諸研究報告の理論的一貫性や予測可能性、再現性について大きな疑義があると評価しており、結果は統計的誤差範囲内のゆらぎに過ぎず、結論として疑似科学としている。短期的な電波帯（3THz以下）の電磁波への曝露による健康被害は起こり得ないとしている。総務省の電磁波による人体への影響への見解は、電流による刺激および熱作用だけであり、しかも日常生活上において有意なリスクは存在しないと言う評価を支持している。米国物理学会や全米科学アカデミー、米国学術研究会議、米国国立ガン研究所などで長期的議論の蓄積はあるがいずれも否定的な見解に留まっているとしている。

### その他
強い電磁界においては、不快感の発生や刺激作用・熱作用が生じること自体は知られており、そのため、国際非電離放射線防護委員会(ICNIRP)のガイドラインや総務省の電波防護指針等により、周波数や電界強度等の基準値が定められている。ただし、その事と「症状」との因果関係についてはなんら研究として確立されていない。
電磁波と生体との関係は、継続して研究が続けられており、例えば総務省では「生体電磁環境に関する検討会」を開催しており、これまでの電波帯（3THz以下）の電磁波におけるリスク評価、リスク管理の総括とともに、リスクコミュニケーション（社会を取り巻くリスクに関する正確な情報を、行政、専門家、企業、市民などのステークホルダーである関係主体間で共有し、相互に意思疎通を図ることをいう。）が重要であることを強調している。また、2018年時点では知見が少ない5G等の周波数帯のリスク管理や影響調査が必要としている。

### 「電磁波」
「電磁波過敏症」の文脈で語られる「電磁波」は、意図的な錯誤を呼ぶための詭弁的議論を除外すると、一般的には電波帯（3THz以下）の電磁波を指す。
電波帯を超える電磁波、例えば赤外線、可視光線、紫外線、X線、ガンマ線には、強度に応じるものの、生体や人体に対して一定の有害作用がある事は科学的研究によって確立している。例えば、紫外線や日光による刺激によって生じる過敏症は光線過敏として、紫外線による害、X線による放射線障害、宇宙線による害は、強度により差があるものの、広く知られている。
本項目では「電磁波」は特記しない限り電波帯（3THz以下）の電磁波を指すこととする。

## 症状
電磁波過敏症の「症状」は個人によって異なるとされる。世界保健機関の研究報告書（前述ファクトシートNo.296）は「電磁波過敏症は、人によって異なる様々な非特定症状を持つのが特徴である」とした上で、一般的な症状として皮膚症状および自律神経性の症状を挙げている。原因が明確にならずも症状は現実に生じており、患者にとって日常生活に支障をきたす問題としている。

### 症状の例
WHO「ファクトシートNo.296」で示されている症状例である。ただし、WHOは電磁波そのものを要因と認定してはいない。
- 皮膚症状
  - 発赤
  - チクチク感
  - 灼熱感
- 神経衰弱性および自律神経性の症状
  - 疲労
  - 疲労感
  - 集中困難
  - めまい
  - 吐き気
  - 動悸
  - 消化不良

## 経緯と現状

### 議論・事例
- マイクロ波には、電子レンジの能力に見られるようにマイクロ波加熱作用がある。ただし、加熱によって生じる副次的な効果ではなく、「電磁波そのもの」が健康に影響を与えるかどうか、という点については何ら確立した研究は無い。
- 放送局を始めとする各種無線局の周辺住人や、送信所で保守業務に従事する無線従事者が、被害を受けている報告や労働災害を公で認定された事例は、日本国内では未だ無い。

### 社会的反応
- アメリカ合衆国では、電磁波過敏特有の症状を発症した数多くの住民らが、Wi-Fi基地局からの電磁波被曝を避けるためとして、その地域の住処から引っ越した集団的な事例がある。ウェストバージニア州のグリーンバンクは、Wi-Fi電磁波が規制されているクワイエット・ゾーンに位置する地域であり、2013年現在、推定で36人が電磁波過敏症の影響を回避するために移住している。移住民はそれぞれ、移住前に発症していたWi-Fi回線付近での吐き気・片頭痛・不整脈などの症状が解消されたと述べている[21]。

### 訴訟など
- 2012年10月17日に宮崎県延岡市大貫町の住民が、健康被害を理由にKDDIを相手に起こした裁判で、宮崎地方裁判所 太田敬司裁判長の一審判決[22]では、原告30名（及び200人以上の住民）が主張する「携帯基地局からの電磁波被曝よる健康被害と症状」については認めるも ノセボ効果の可能性を指摘し、原告住民の請求を棄却した[23]。判決を不服とした原告住民とその弁護団は福岡高等裁判所宮崎支部に控訴したが棄却された[24]。
- 宮崎県延岡市のKDDI携帯基地局の差止めを求めた訴訟の原告住民側の証言と、九州地方の携帯基地局周辺の電磁波と健康被害の関係について測定調査を行った研究者とNGO団体[25]は、マイクロ波聴覚効果による三半規管の異常が起こりうると主張している。しかし、アメリカ軍による軍事用レーダー等の周辺における現象に関し未確立の軍事的研究として電波防護指針を無視して行われていたものであり、一般の携帯電話基地局周辺でマイクロ波聴覚効果が起こり得ると言う研究は存在すらしていない。

### リスクコミュニケーションの動向
- 2020年、「Wi-Fi電磁波の影響で学力低下の懸念」「ICT機器の使用による前頭前野機能が低下」研究報告と対策などについて、東京都議員や地方市議員と交意見交換会をオンラインで開催した[26]。

## 電磁波過敏症を障害と認定している国
- スペインでは、マドリッド地裁の労働法廷で障害認定されたケースがある[27]。
- 2015年8月 フランスの裁判所は、電磁波が原因で重度のアレルギーに悩まされていると訴えていた女性に障害者手当の受給を認めたが、EHS疾病の認定には至らなかった[28]。